# Fripistol
Fripistol är en utomhusgren mot en 10-ringad precisionstavla som tillhör skyttesporten. Pistolen är i kaliber 5,6 mm och får endast laddas med ett skott i taget. Avståndet till tavlan är 50 meter. Skytten har 1,5 timme på sig att skjuta sina 60 tävlingsskott. Det föregås av 15 minuter förberedelsetid där man kan skjuta provskott.
Vid mästerskap skjuts final mellan de åtta bästa. I final börjar alla skyttar om på noll. Finalen är av utslagningskaraktär så en efter en skytt slås ut, baserat på lägst poäng. När finalen är färdig har vinnaren respektive tvåan skjutit 20 skott vardera. 
Fripistol är en OS-gren. 
Torsten Ullman och Ragnar Skanåker var två framstående svenskar som sköt fripistol.